# Ocneridia microptera
Ocneridia microptera is een rechtvleugelig insect uit de familie Pamphagidae. De wetenschappelijke naam van deze soort is voor het eerst geldig gepubliceerd in 1850 door Brisout de Barneville.